# 西濃信用金庫
西濃信用金庫（せいのうしんようきんこ、英語：Seino Shinkin Bank）は、かつて岐阜県瑞穂市に本部を、本店を揖斐郡大野町においていた信用金庫である。西濃信用金庫と名乗っているが、西濃圏域より岐阜圏域の店舗が多かった。2016年1月12日、大垣市に本店を置く大垣信用金庫と合併。大垣西濃信用金庫（おおがきせいのうしんようきんこ）となった。

## 沿革
- 1948年（昭和23年）4月19日 - 大豊富商工業協同組合として設立。
- 1950年（昭和25年）2月28日 - ミノ大野信用組合に改組。
- 1953年（昭和28年）2月26日 - 信用金庫に転換、西濃信用金庫に改組。
- 2016年（平成28年）1月12日 - 大垣信用金庫と合併し大垣西濃信用金庫発足。